# Комсино (Калузька область)
Комсино (рос. Комсино) — присілок в Перемишльському районі Калузької області Російської Федерації.
Населення становить 5 осіб. Входить до складу муніципального утворення Присілок Покровське.

## Історія
Від 2004 року входить до складу муніципального утворення Присілок Покровське

## Населення
| 2002 | 2010 |
| ---- | ---- |
| 14   | ↘5   |